# Post hoc ergo propter hoc
Post hoc, ergo propter hoc en français : « à la suite de cela, donc à cause de cela » est un paralogisme (voire un sophisme) qui consiste à prendre pour la cause ce qui n'est qu'un antécédent, c'est-à-dire prétendre que si un événement suit un autre alors le premier doit être la cause du second. La locution est souvent simplifiée en post hoc, comme par exemple : « Le faux raisonnement, Post hoc, confond le simple rapport de succession avec le rapport de cause à effet. »

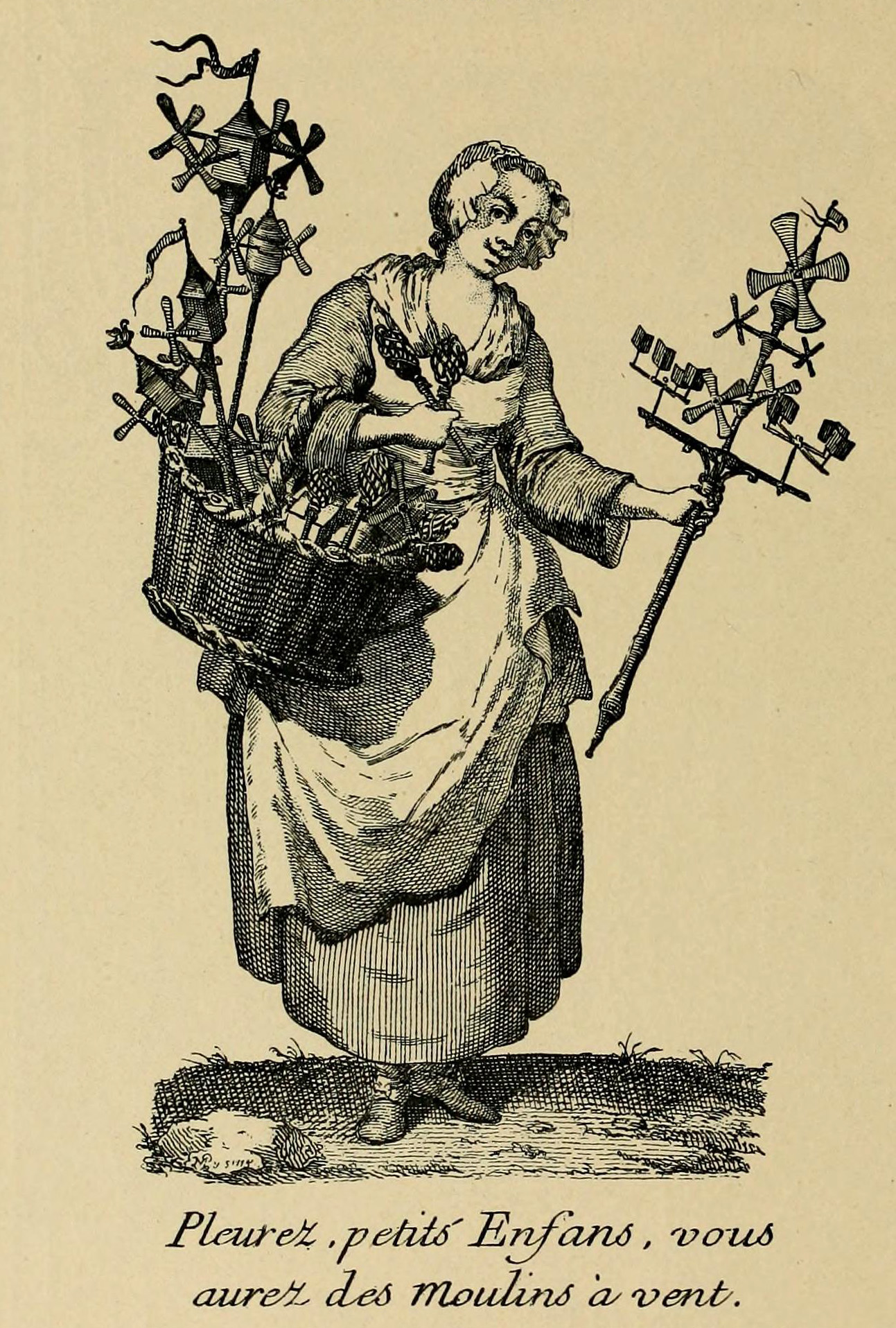
Gravure du XVIII.

Ce sophisme est particulièrement attirant parce que la séquence temporelle apparaît inhérente à la causalité. L'erreur est de conclure en se basant seulement sur l'ordre des événements, plutôt que de tenir compte d'autres facteurs qui pourraient exclure la relation. Les idées reçues, les croyances, les superstitions et la pensée magique résultent souvent de cette erreur.

## Principe
L'argument fallacieux peut être résumé ainsi :
- A s'est produit, puis B s'est produit.
- Donc, A a causé B.

Le fait que deux événements se succèdent n'implique pas que le premier soit la cause du second (Post hoc, non est propter hoc c'est-à-dire après cela, mais pas à cause de cela).

## Exemples
« Souvent après qu'une comète a paru dans le ciel, il arrive quelques-uns de ces accidents auxquels les hommes sont exposés comme la peste, la famine... Cette comète n'a aucune liaison physique avec ces événements ; cependant le peuple regarde la comète comme la cause de l'événement : Post hoc, ergo propter hoc. C'est un paralogisme populaire. »
« L'astrologie marche car mon astrologue avait prédit un tremblement de terre cette année et c'est arrivé après. » L'efficacité d'une discipline est impossible à établir sur un seul exemple. En l'occurrence il y a des tremblements de terre toutes les semaines et aucun risque à en prédire un dans les jours qui viennent.
« J'ai pris quelques pilules de Tartempium et ma grippe a disparu en 3 jours. Quel médicament efficace ! » L'efficacité d'un médicament ne peut être établie sur un ou quelques cas particuliers. Elle s'établit plus lentement, sur plusieurs études cliniques menées scientifiquement, sur un nombre suffisant de patientset généralement "en double aveugle" pour neutraliser l'effet placébo. 
Des historiens et philosophes de la médecine[citation nécessaire], estiment qu'en 1865, la dénonciation par Claude Bernard du paralogisme « Post hoc ergo propter hoc » comme erreur typique de la recherche médicale antérieure constitue un tournant critique de la naissance de la médecine moderne.